# پوتیاتینو (استان آمور)
پوتیاتینو (به لاتین: Putyatino) یک منطقهٔ مسکونی در روسیه است که در استان آمور واقع شده‌است.